# ナーランダ県
ナーランダ県 (Nalanda district, नालंदा Nâlandâ, ナーランダー) は、ブッダガヤの北東に位置する町、今日のインドではビハール州になる。
ここには5世紀頃に創設された最大の仏教の精舎（今日で言う大学）、ナーランダ僧院があった。学生1万人以上、教師も1,000人を数えたといわれる。ここには9階建ての校舎の他、六つの寺院、七つの僧院があった。図書館には 500万冊に及ぶ蔵書があったという。これは文字通り古代の世界では最大の教育施設だったといってもよい。
僧院は、12世紀イスラム勢力のインド征服により完全に破壊され、それと共にインドでの仏教の衰退が始まった。同じ名前の教育施設が、1351年チベットに設立されている。
釈迦が最後に旅をしたルートとも知られ、マガダ国の王舎城（ラージャグリハ）から多くの弟子を従え、パータリガーマに至るまでの旅の立ち寄り地点である。